# Family Research Institute
Family Research Institute (FRI), ursprungligen Institute for the Scientific Investigation of Sexuality (ISIS), är en amerikansk ideell organisation baserad i Colorado Springs i Colorado, som leds av psykologen och sexologen Paul Cameron. Organisationen uppger sig bedriva empirisk forskning om företeelser som man menar hotar den traditionella kärnfamiljen, i synnerhet hiv/aids, sexuell socialpolitik, homosexualitet och drogmissbruk. Organisationens forskning har genom åren blivit kraftigt kritiserad, ifrågasatt och fördömd av andra forskare på området och av olika organisationer verksamma inom ämnesområdet.

## Verksamhet
FRI är en av mindre och ofta kristet orienterade högergrupper i USA, som syftar till att påverka den politiska opinionen på familjeområdet. Organisationen söker enligt egen uppgift "återskapa en värld där äktenskapet bevaras och hedras, där barn vårdas och skyddas och där homosexualitet inte lärs ut och accepteras, utan istället motarbetas och förkastas på alla nivåer." Boston Globe rapporterade att FRI:s budget för 2005 var mindre än 200 000 amerikanska dollar.
FRI:s ordförande och grundare Paul Cameron har doktorerat i psykologi vid University of Colorado i Boulder år 1966. Cameron grundade Institutet för vetenskaplig undersökning av sexualitet (ISIS) 1982 och det var detta institut som senare blev FRI.

## Vetenskaplig gärning
FRI:s forskning har inte fått erkännande i den akademiska sfären eller blivit publicerad i ansedda tidskrifter. En rapport har dock publicerats i den fackgranskade vetenskapliga tidskriften Psychological Reports. Boston Globe har dock kritiserat tidskriften för detta, och hävdat att den inte följer gängse standard för seriös fackgranskad vetenskapspress, och att den forskning "skulle ha avvisats av mer ansedda vetenskapliga tidskrifter".

## Kritik och ifrågasättande
Organisationens forskning har genom åren kraftigt kritiserats och ifrågasatts av andra forskare på området och av olika organisationer verksamma inom ämnesområdet.
American Psychological Association(APA) uteslöt Cameron den 2 december 1983, eftersom man menade att hans forskning stred mot de etiska riktlinjer som organisationen tillämpar. Cameron å sin sida hävdar att han redan hade avgått från APA när organisationen drog in hans medlemskap. År 1984 antog Nebraska Psychological Association en resolution som "formellt tar avstånd från de representationer och tolkningar av vetenskaplig litteratur som erbjuds av Dr Paul Cameron i hans skrifter och offentliga uttalanden om sexualitet."
1986 antog American Sociological Association en resolution som fördömer Cameron för vad man menade var "konsekvent förvrängning av sociologisk forskning". Detta byggde på en rapport som organisationen själv hade tagit fram, där man hävdade att "Det krävs inte stor analytisk förmåga för att redan vid en ytlig granskning av Camerons skrifter se att hans påståenden nästan inte har någonting med social vetenskap att göra och att den sociala vetenskapen används endast för att täcka över en annan agenda. En mycket liten del av hans slutsatser kan finna stöd i etablerad forskning ens om man misstolkar den, och vissa sociologer, såsom Alan Bell, har förklarat sig vara "bestört" över hur hans arbete ska ha missbrukats.
År 1996 godkände Canadian Psychological Association ett offentligt ställningstagande som tog avstånd från Camerons forskning om sexualitet, vilken man menade byggde på "konsekventa missförstånd och misstolkningar av forskning om sexualitet, homosexualitet och lesbianism".
Människorättsorganisationen Southern Poverty Law Center har betecknat FRI som en hatgrupp.